# Sharona Fleming
Sharona Fleming est un personnage de fiction apparaissant dans quatre des saisons de la série télévisée Monk. Sharona est une infirmière divorcée originaire du New Jersey et vivant seule avec son jeune fils Benjy. Elle est incarnée par Bitty Schram. L'actrice a  été nommée pour un Golden Globe pour sa remarquable performance.

## Histoire du personnage

### Sa vie avant Monk
L'enfance de Sharona est seulement mentionnée dans un épisode. Son père, Douglas, propriétaire d'un magasin de quincaillerie, est mort quand elle était enfant. Le décès de son père a contraint sa mère, Cheryl, à élever Sharona et sa sœur cadette, Gail, qui est actrice et qui apparaît dans deux épisodes.
Ce qu'on sait, c'est qu'elle s'est mariée juste après ses études secondaires mais n'a pas pu quitter son mari car elle avait un fils en bas âge à élever. À une certaine époque, elle a posé comme modèle nue sous un pseudonyme à Atlantic City. Elle est par la suite devenue infirmière.

### Apparitions dansMonk
Adrian Monk était dans un état de catatonie depuis trois ans et demi jusqu'à ce que Sharona commence à prendre soin de lui. Monk a pu reprendre le travail de détective et a d'ailleurs souligné : « Elle m'a trouvé quand je me noyais et elle m'a sauvé la vie. » La série a commencé alors qu'elle venait de commencer son travail d'assistante et dès le début, son patron et elle ont une relation exceptionnelle qui n'a jamais été expliquée, bien qu'à l'origine, le Capitaine Leland Stottlemeyer ne la prenait que pour une infirmière.
Lorsque Monk devient détective, Sharona l'aide en menant par exemple des enquêtes indépendantes de son côté, et parfois même en utilisant sa séduction pour obtenir des informations que Monk ne possède pas. Comme les troubles obsessionnels compulsifs d'Adrian Monk, Sharona a également une phobie qui l'empêche d'avancer, et qui a été révélée dans l'épisode intitulé « Monk va au cirque » : il s'agit de la peur des éléphants. Cette peur est apparue le jour où Sharona a vu une fille tomber dans une fosse à éléphants quand elle avait sept ans. Elle a continué de fumer après que Monk a réagi de façon ambivalente à sa peur des éléphants.
Elle conduisait une Volvo 960 GLE Wagon de 1990, dont le compteur kilométrique, dans un épisode, a affiché un million de miles (soit 1 609 344 kilomètres). Le compteur a en fait déclaré 999 999 miles (soit 1 609 342 kilomètres), ce qui incite Monk à déplacer le véhicule vers l'avant et en arrière jusqu'à ce que le nombre atteigne le million.

### Départs de Sharona
Sharona a « quitté » son travail en tant qu'assistante de Monk au moins deux fois : une fois dans l'épisode « Monk reprend l'enquête » et une deuxième fois dans « Monk et le braqueur milliardaire ». Cela était dû à un conflit salarial. Elle obtint temporairement un emploi dans un magasin de lampes. Sharona, qui a « cessé de fumer », est devenue comique dans le spectacle, jusqu'à ce qu'elle quitte définitivement Monk en 2004 pour se remarier avec son ex-mari, Trevor Howe. Natalie Teeger a été introduite par la suite dans la série en tant que nouvelle assistante de Monk.
Elle quitte la série en tant que personnage récurrent dans l'épisode 9 de la saison 3 : Monk pète les plombs.
Sharona est mentionnée de nouveau après que son personnage a quitté la série, dans l'épisode « Monk en cavale : Partie 2 ». Elle envoie des fleurs au présumé mort Adrian Monk avec l'intention de pouvoir venir assister à ses funérailles avec Benjy.
Bitty Schram reprend le rôle de Sharona en tant que guest-star dans un épisode de la huitième et dernière saison (« Monk et Sharona »), mais elle n'est pas devenue un personnage régulier de la saison. On présume que Sharona et Randy sont peut-être ensemble. Sharona mentionne lors de l'épisode que Trevor et elle se sont séparés définitivement et qu'actuellement, Benjy est en train de faire des projets pour son entrée à l'université.
Dans le dernier épisode de la série, on apprend que Randy Disher va être embauché comme chef de la police de la ville de Summit dans le New Jersey pour se marier et vivre avec Sharona.

## Controverse sur le contrat
Bitty Schram a quitté la série à la moitié de la troisième saison en raison d'un prétendu conflit pour le renouvellement de son contrat. Il a été expliqué dans Monk que son personnage avait rejoint le New Jersey pour se remarier avec son ex-mari, Trevor Howe.

## Monk et les deux assistantes
Le roman de Lee Goldberg intitulé « Monk et les deux assistantes » relate le retour de Sharona à San Francisco après que son mari, Trevor, a été arrêté pour meurtre. Elle avait prévu de retourner travailler avec Monk mais celui-ci ayant déjà embauché Natalie, Sharona entre en conflit avec elle. Finalement, Monk a découvert que le mari de Sharona avait été accusé à tort pour le meurtre ; il est innocenté et Sharona, qui avait également été accusée par le véritable tueur, revient avec Trevor. Après cela, elle et Natalie sont devenues  amies, et Sharona est certaine que Monk est entre de bonnes mains. Ainsi s'achève l'épisode de télévision. Le roman, quant à lui, se termine avec l'arrivée de Sharona, de son mari et son fils à Los Angeles, laissant son personnage dans une meilleure posture et en mesure de revenir dans la vie d'Adrian en lui rendant visite. Le personnage revient quand même dans le New Jersey, peut-être pour un possible retour ? Les événements de ce livre sont en contradiction avec le retour de Sharona, représenté plus tard dans la série.